# Антрег (Изер)
Антрег (фр. Entraigues) — коммуна во Франции, находится в регионе Рона — Альпы. Департамент коммуны — Изер. Входит в состав кантона Матезин-Триев. Округ коммуны — Гренобль.
Код INSEE — 38154. Население коммуны на 1999 год составляло 229 человек. Населённый пункт находится на высоте от 744 до 2574 метров над уровнем моря. Муниципалитет расположен на расстоянии около 520 км юго-восточнее Парижа, 130 км юго-восточнее Лиона, 37 км юго-восточнее Гренобля. Мэр коммуны — Mauricette Bertini, мандат действовал на протяжении 2001—2008 годов.
Динамика населения (INSEE):